# Manuel Borrás Arana
Manuel Borrás Arana (Valencia, 1952) es un empresario y editor español.

## Biografía
Manuel Borrás nació en Valencia, en 1952. Se licenció en Filología moderna por la Universidad de Valencia, en las especialidades de alemán e inglés. En 1976, fue uno de los fundadores, junto a Manuel Ramírez y Silvia Pratdesaba, de la editorial Pre-Textos, de la que es director literario. Esta editorial cuenta con un fondo de más de mil quinientos títulos y ha obtenido el Premio Nacional del Ministerio de Cultura de España a la labor editorial en 1997, fue nombrada editorial del año en la Feria Internacional del Libro de Guadalajara en 2008 y en la Feria Internacional del Libro de Lima de Lima en 2009 y fue galardonada con la Orden Alejo Zuloaga en la Feria Internacional del Libro de la Universidad de Carabobo, Venezuela, en 2012.
En 2015, Borrás publicó una selección de las 100 mejores poemas en español. En 2016, obtuvo la Medalla de Oro al Mérito en las Bellas Artes.